# Balatoni Világos
A Balatoni Világos egy magyar sörfajta. 1956 júliusától készítette a Kanizsai Sörgyár. A sörgyár leállítása után sokáig nem forgalmazták, majd a 2000-es években a Dreher Sörgyárak Zrt. újrakezdte a gyártását a gyenge minőségű, olcsó sörök között.

## Általános leírás
Ízjellemzők:
Az új változat íze nagyon hasonló a Kanizsai Sörre, de annál valamivel lágyabb. Enyhén kesernyés ízű, karakterét inkább a hozzáadott kukoricagríz határozza meg.
Összetevők: víz, árpamaláta, kukoricagríz, komló, komlókivonat.
Alkoholtartalom: 3,0% V/V